# خودرو جنگی پیاده‌نظام

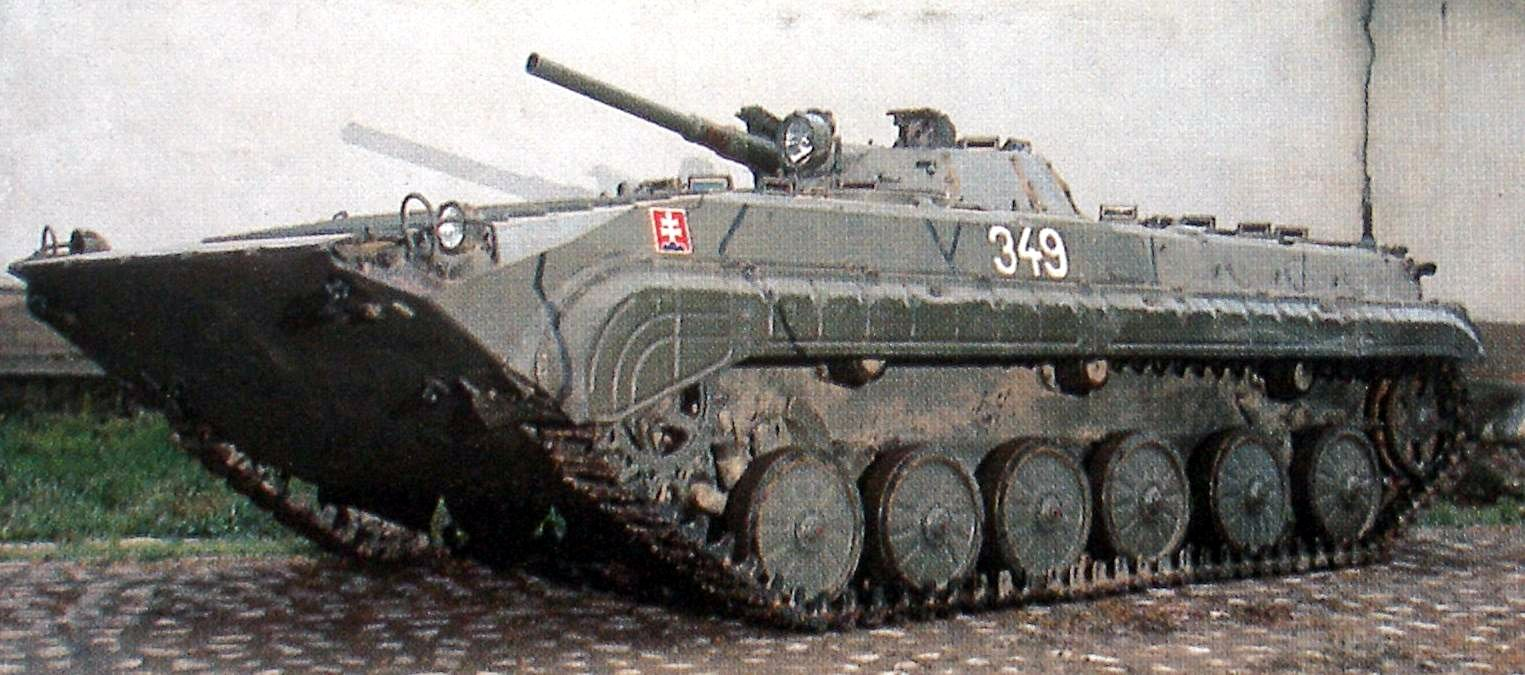
بی‌ام‌پی نخستین خودرو جنگی پیاده نظام دنیا در شوروی طراحی شد و چهره نبردهای پیاده نظام را برای همیشه تغییر داد. اولین مدل بی‌ام‌پی در دهه ۱۹۶۰ با یک توپ بدون خان ۷۳ م‌م، موشک ضدتانک مالیوتکا و مسلسل پی‌کا طراحی شد.

خودرو جنگی پیاده نظام خودرو زره‌پوش چرخ‌دار یا شنی‌داری است که به خوبی مسلح شده و غالباً توانایی حرکت در آب را هم دارد و برای حمل پیاده‌نظام به میدان نبرد و تهیه آتش حمایتی برای آنها استفاده می‌شود. خودروهای جنگی پیاده نظام به گونه‌ای طراحی شده‌اند که در کنار پیاده نظام بجنگند و با خودروهای زرهی دیگر در منطقه جنگی مقابله کنند.
خودروهای جنگی پیاده نظام با تکامل نفربرهای زرهپوش ساخته شده‌اند. نفربرها تنها وظیفه دارند تا از سربازان در برابر گلوله و ترکش‌ها در میدان نبرد حفاظت کرده و آنان را به سرعت به خط مقدم نبرد منتقل کنند و فقط برای دفاع از خود به مسلسل و گاهی نارنجک‌انداز اتوماتیک مجهز شده‌اند اما خودروهای جنگی پیاده‌نظام علاوه بر نقل‌و‌انتقال سربازان، وظیفه نبرد مستقیم با دشمن و حمایت از سربازان پیاده شده را هم دارند، در نتیجه بسیار بهتر از نفربرها مسلح شده‌اند.
خودروهای جنگی پیاده نظام معمولاً در مقایسه با نفربرها زره بهتری هم دارند و برخی از آنها به دریچه‌های شلیک هم مجهز شده‌اند تا سربازان از طریق آنها با سلاح شخصی خود به سوی دشمن شلیک کنند. بیشتر این خودروها به یک توپ اتوماتیک کالیبر ۲۰ تا ۴۰ میلی‌متری به عنوان سلاح اصلی، همراه با یک یا چند مسلسل کالیبر ۷٫۶۲، چند پرتابگر نارنجک دودزا و گاهی لانچرهای شلیک موشک ضد تانک یا موشک‌های ضد هوایی مسلح شده‌اند. هرچند قدرت آتش و مقاومت زره خودروهای رزمی پیاده‌نظام معمولاً بسیار پائینتر از تانک‌های اصلی میدان نبرد است اما موشک‌های هدایت‌شونده ضدزره آنها می‌تواند تهدید مؤثری علیه تانک‌های دشمن باشد.

## نمونه‌ها

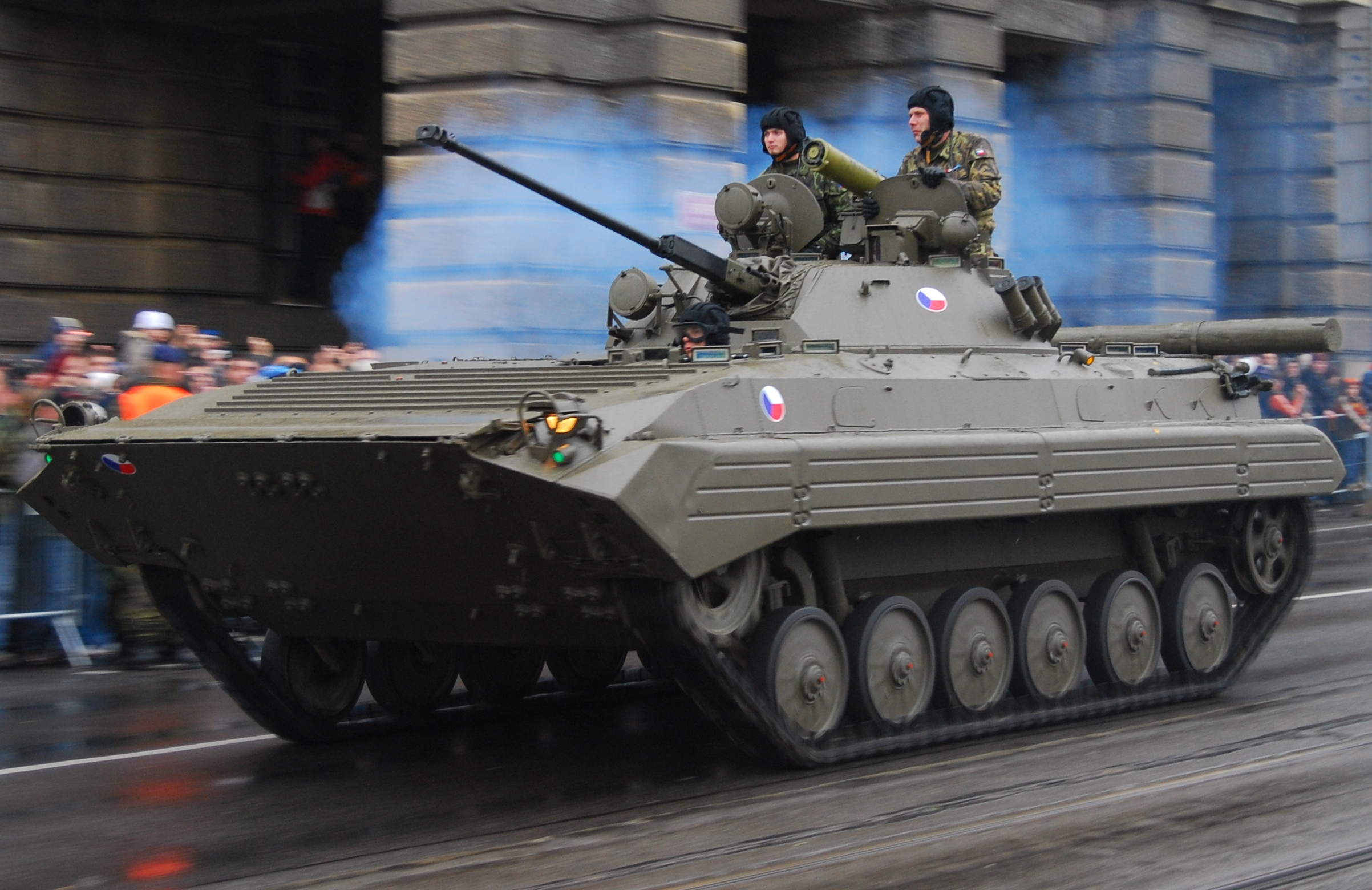
بی‌ام‌پی۲ با توپ مسلسل ۳۰ میلی‌متری
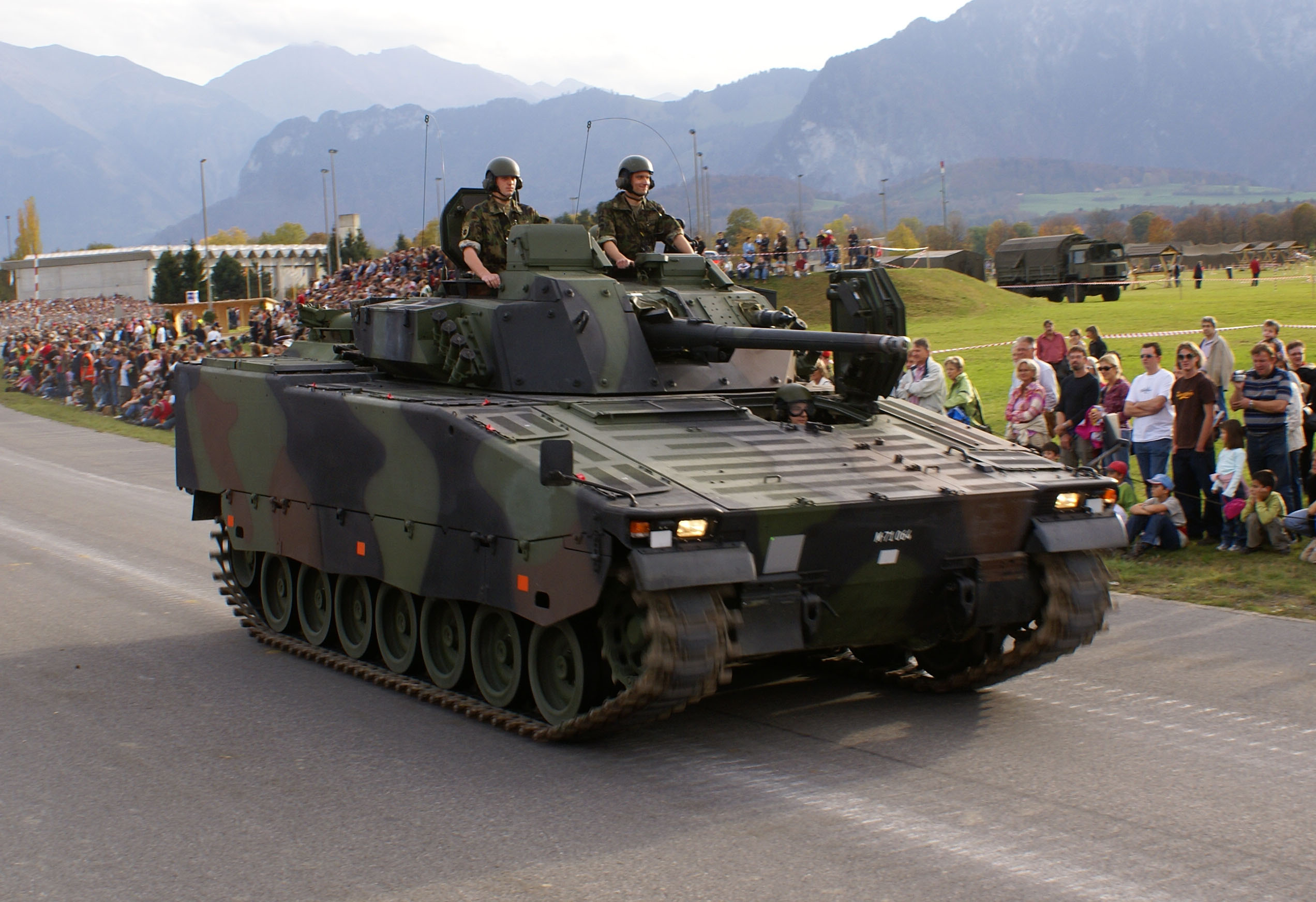
سی‌وی۹۰ زره‌پوش سوئدی مسلح به توپ ۴۰ م‌م و
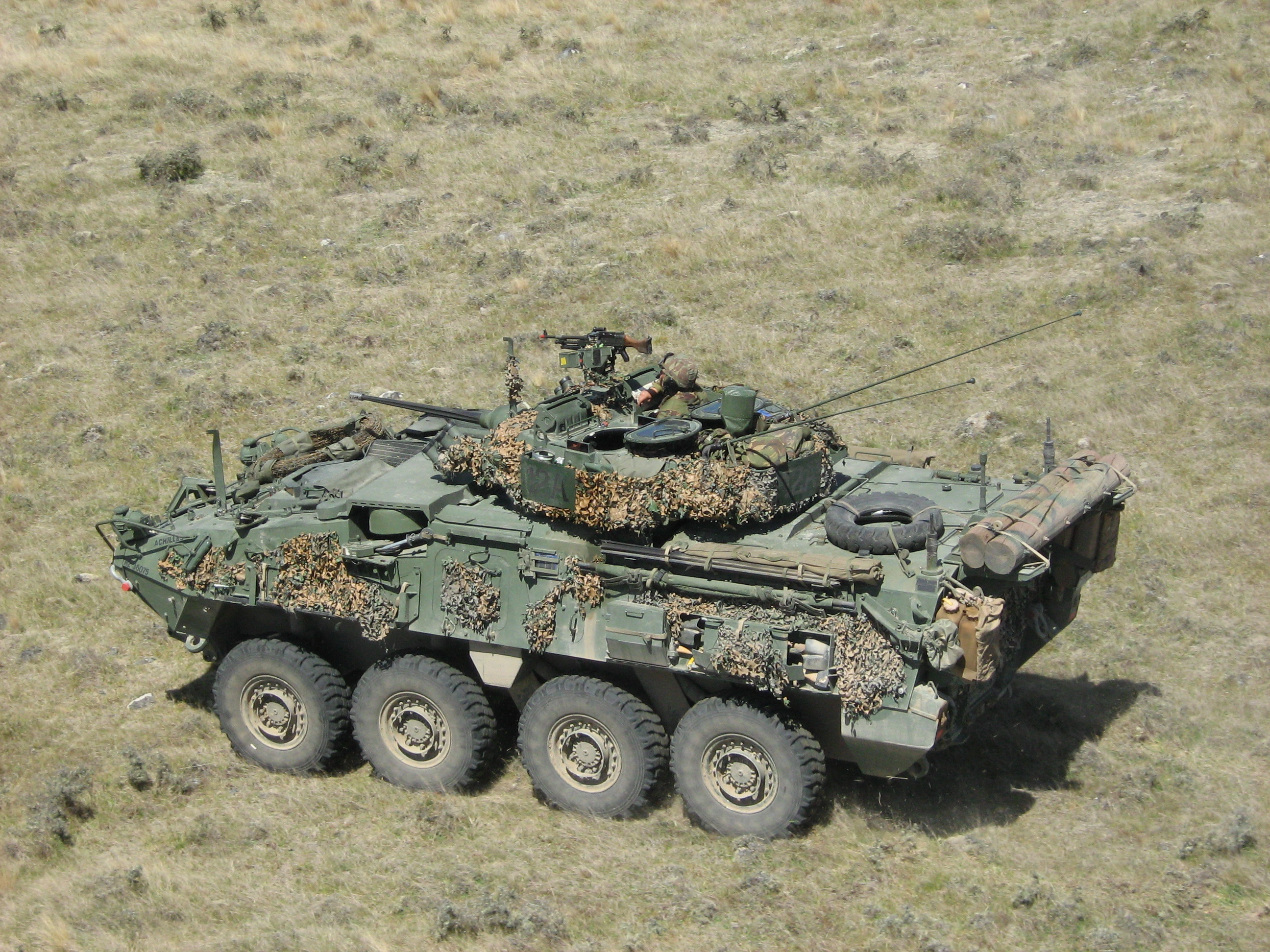
خودرو چرخ‌دار ال‌آوی دهه ۱۹۹۰ در کانادا بر اساس نفربر سوئیسی موواگ پیرانیا ساخته شد
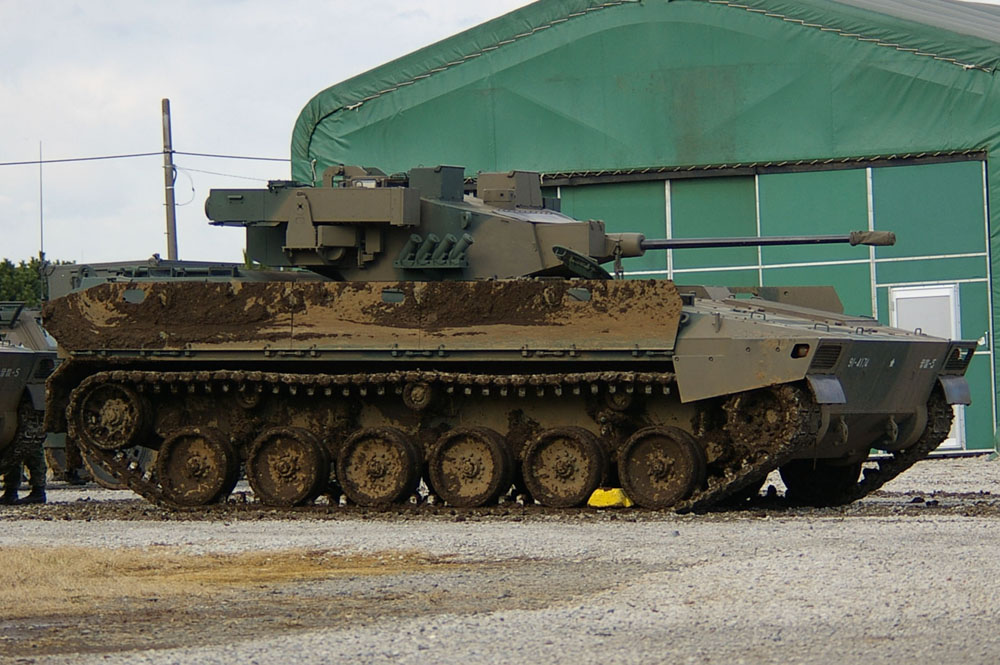
خودرو ژاپنی میتسوبیشی تایپ ۸۹
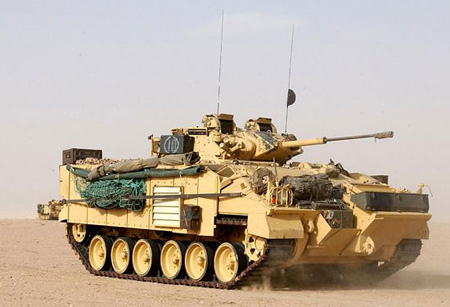
خودرو بریتانیایی واریور طراحی دهه ۱۹۸۰
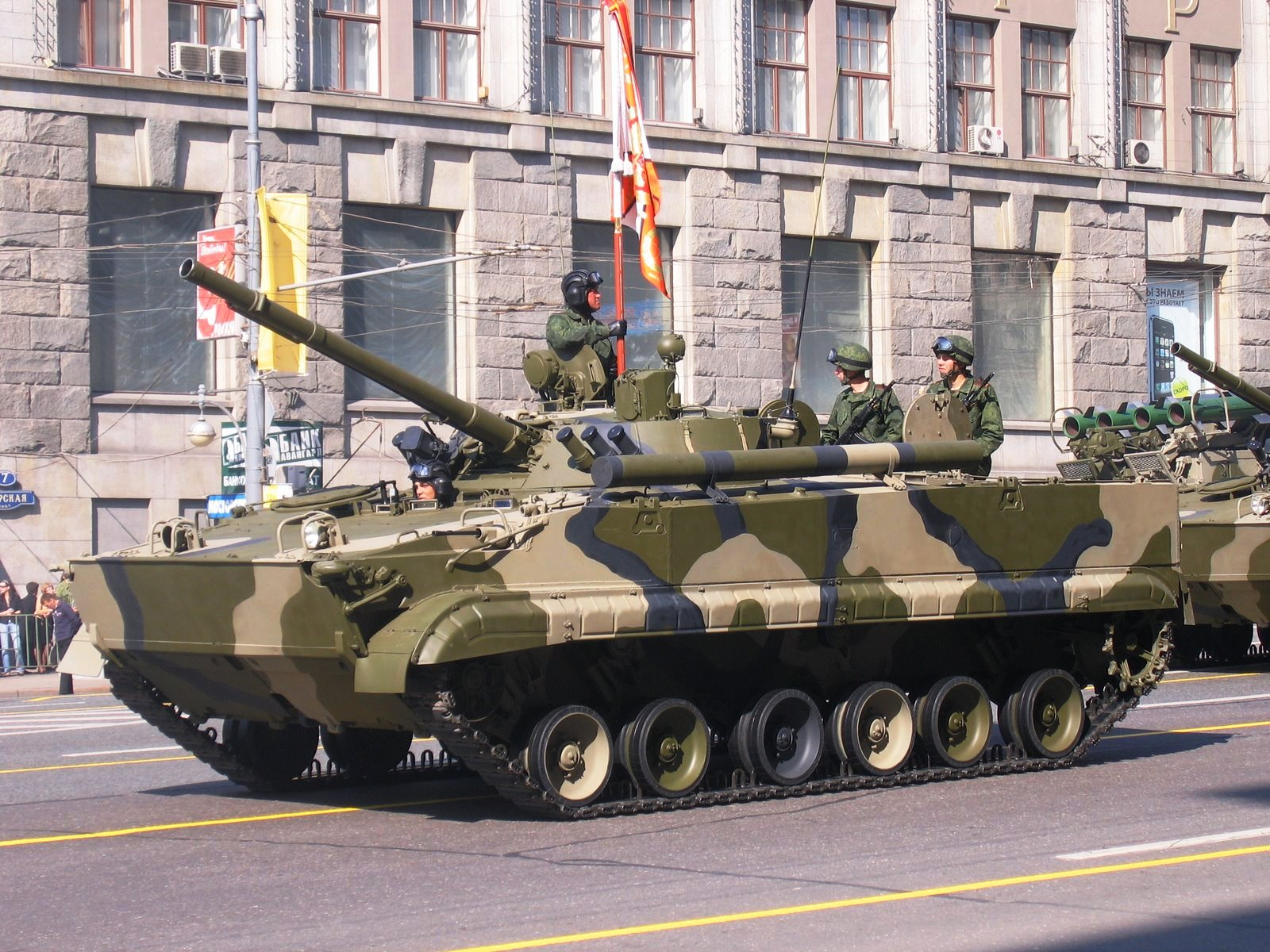
بی‌ام‌پی۳ از مسلح‌ترین انواع خودرو جنگی پیاده‌نظام
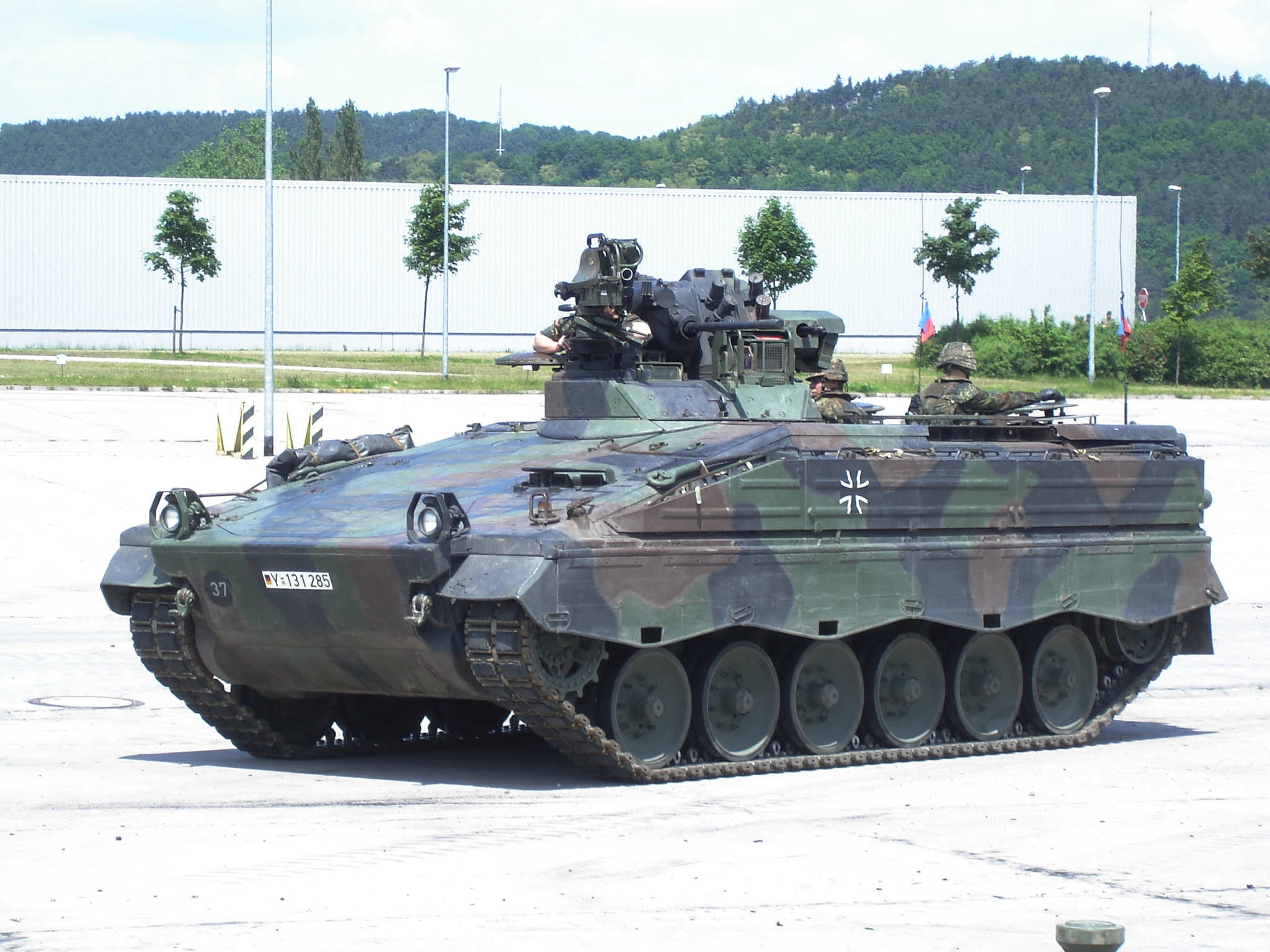
ماردر (خودرو جنگی پیاده‌نظام) آلمانی در دهه ۱۹۷۰ با توپ ۲۰ م‌م طراحی شد
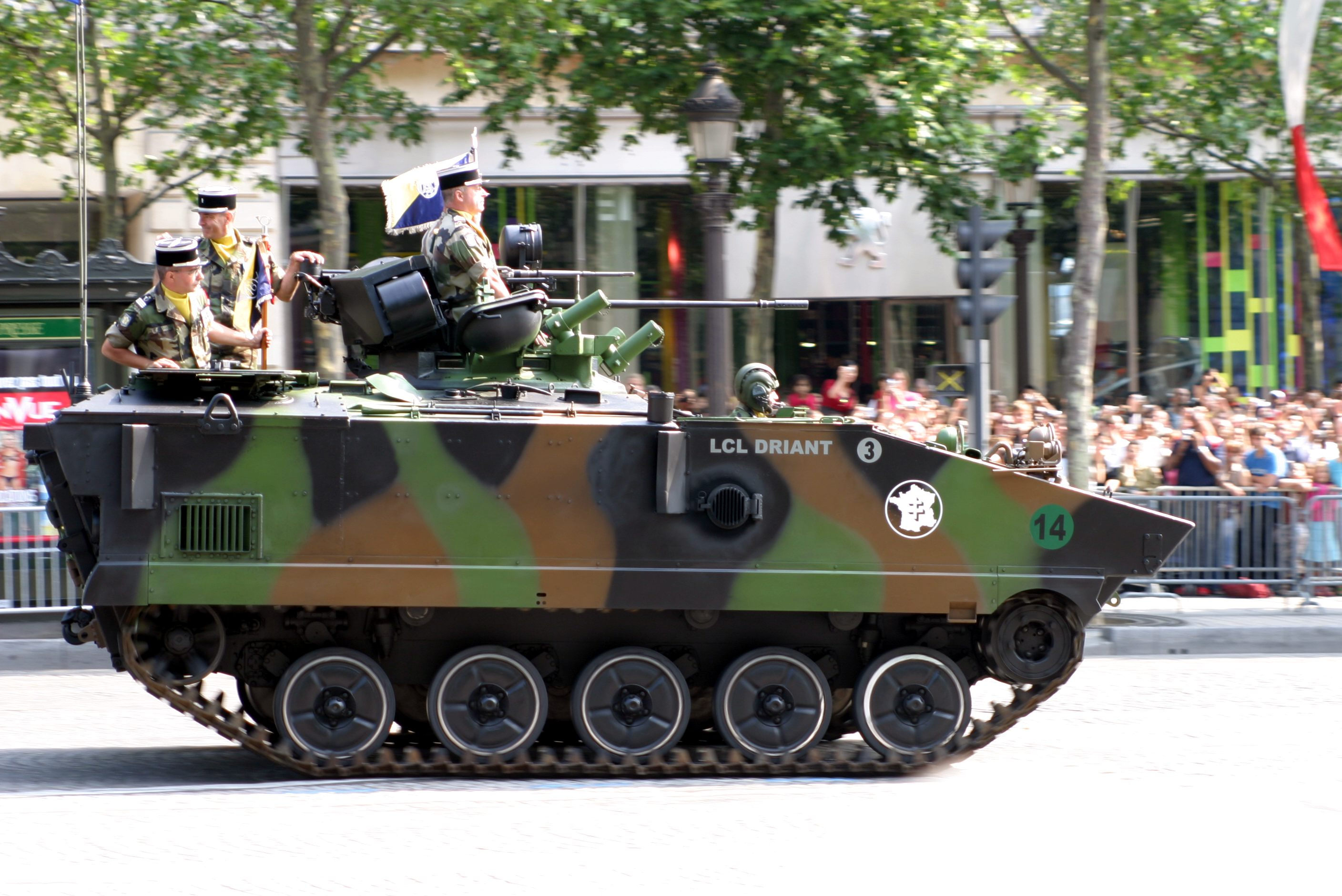
خودرو فرانسوی آام‌ایکس-۱۰ طراحی دهه ۱۹۷۰